# S. Izhar
S. Izhar sau „Sameh Izhar” ,(Sameh fiind numele literei ebraice ס) (ס. יזהר, pseudonimul lui Izhar Smilanski; n. 27 septembrie 1916, Rehovot, Imperiul Otoman – d. 21 august 2006, Gedera⁠(d), Districtul Central, Israel) a fost un scriitor israelian, considerat mare înnoitor în literatura ebraică contemporană. Identificat de unii critici ca reprezentant al generației literare de la 1948, deși el s-a împotrivit acestei categorizări.
A fost deputat în Knesset, laureat al Premiului Israel și al Premiului Emet.
Pseudonimul „S. Izhar” i-a fost conferit de confratele, poetul și redactorul Itzhak Lamdan de la revista literară „Ghilionot” care i-a publicat prima povestire, "Efraim se întoarce la lucernă" în 1938.

## Biografie
S. Izhar s-a născut ca Izhar Smilanski la data de 27 septembrie 1916 la Rehovot, atunci în Mutasarrifatul Ierusalimului din Palestina istorică, aflată atunci sub dominația Imperiului Otoman. El a crescut într-o familie de literați.
Și tatăl său, Zeev Smilanski, originar din Odessa, a fost scriitor, de asemenea unchiul său Moshe Smilanski (1874-1953), este considerat un clasic al literaturii israeliene.
S. Izhar a făcut studii pedagogice la Seminarul din Beit Hakerem, în Ierusalim, și a lucrat ca profesor în localitățile Yavneel, în satul-internat Ben Shemen, în kibuțul Hulda și în orașul natal Rehovot.
Ulterior a continuat studiile de master și doctor la Universitatea Ebraică din Ierusalim, devenind profesor de pedagogie la această instituție de învățământ.
În anul 1982 a fost numit profesor de literatură la Universitatea din Tel Aviv.
În anii 1986-1987 a fost scriitor oaspete al Centrului de Studii Iudaice al Universității Harvard, de asemenea până la sfârșitul anilor 1990 a conferențiat la Seminarul pedagogic Levinski din Tel Aviv. În paralel cu munca sa pedagogică și literară, mai ales după anul 1982 a publicat și articole de opinie în presa israeliană. 
A fost deputat în parlamentul israelian Knesset de la primele alegeri, 1949 și până in 1967, (cu o scurtă întrerupere de circa 15 luni în 1955, mai întâi din partea partidului social-democrat de guvernământ Mapai, iar după 1963 din partea fracțiunii de opoziție a ex-premierului Ben Gurion, "Rafi". 
În Knesset a făcut parte din comisia parlamentară pentru învățământ, cultură și sport, din cea pentru afaceri externe și apărare, și din cea juridică și legislativă. Ca parlamentar a avut inițiative mai ales în domeniul protecției naturii. 
În anul 1959, la numai 43 ani i s-a decernat Premiul de Stat - Premiul Israel pentru literatură, care în marea majoritatea cazurilor este acordat unor persoane ajunse la vârste cu mult mai înaintate.

## Creația literară
Mulți consideră creațiile lui Y. Izhar ca fiind una din culmile prozei ebraice moderne. S-a remarcat la el, în modul cel mai evident în scrierea lui timpurie, influența scriitorului Uri Nissan Gnessin. De asemenea e proverbială greutatea ocupată în opera scriitorului de vastele sale informații din domeniul „științelor Țării Israelului” - al geologiei și geomorfologiei ei, al climatologiei și mai ales al cunoașterii aprofundate a florei acesteia. Relația dintre om și loc, dintre omul israelian și Țara Israelului, dintre artist și peisajul înconjurător stă în miezul operei lui S. Izhar. 
Scrisul său se caracterizează printr-o limbă deosebită. Prin lungile lui formulări îl introduce pe cititor în „curentul de conștiință” al personajelor, folosindu-se în acelaș timp atât de „limba înaltă”, cât și de vorbirea din stradă.
De la finele anilor treizeci și până la sfârșitul anilor cincizeci S. Izhar a scris câteva nuvele scurte, între care: "Efraim se întoarce la lucernă", "Păduricea de pe deal", "La marginea Negevului", "Noapte fără împușcături", „Drumul spre malurile serii”, „Convoiul de la miezul nopții”, „Prizonierul”, „Hirbet Hiz'e” și câteva volume de scurte povestiri.
Creațiile sale au trezit uneori împotrivire în rândurile publicului israelian deoarece a ridicat semne de întrebare asupra mitului sionist oficial și asupra limitelor moralității luptătorilor în război.
În special a atras numeroase polemici nuvela „Hirbet Hiz'e”, care evocă împrejurarile evacuării unui sat arab imaginar Hirbet Hiz'e de către armata israeliană în cursul luptelor din Războiul de independență al Israelului din 1948 - 1949  iar articolele polemice care se referă la aceasta au fost tipărite într-o culegere. După 1964 nuvela „Hirbet Hiz'e” a fost inclusă în programa de învățământ în școlile din Israel și ulterior și în programa de bacalaureat.
La sfârșitul anilor cincizeci a apărut și romanul său de mari dimensiuni, „Zilele Țiklagului”, de peste o mie de pagini, în două tomuri, care descrie viața unui pluton de soldați evrei care se pregătește de luptă în timpul Războiului de independență al Israelului, povestea vieților lor personale și a zbuciumurilor lor sufletești: iubiri, frică, și suferințe. Acest roman a schimbat cu totul peisajul prozei ebraice și a revoluționat în același timp „literatura de război” din țara lui.
Izhar a mai scris și câteva cărți pentru copii, referitoare la aspecte ale copilăriei, ca de pildă: „Porto și Cala” (Tapu și Puza) despre cultivarea citricelor în Țara Israelului, 
"Căruța unchiului Moshe" - amintiri din copilărie despre figura faimosului său unchi, scriitorul Moshe Smilanski, etc.
Cartea sa „Mikdamot” (Preliminare) a apărut după treizeci ani de tăcere literară. Ultima lui carte, „Descoperirea lui Eliahu” al cărui subiect are drept teatru Războiul de Yom Kippur a trezit și ea polemici futrunoase. Adaptarea pentru scenă a acesteia a fost premiată la Festivalul de teatru alternativ de la Akko în 2001.
Bolnav de insuficiență cardiacă, a murit la 21 iunie 2006 la Ghedera. 
Despre el a spus compatriotul său, poetul Haim Guri, „A iubit pe luptători și a urât războiul”.
Operele sale au fost traduse în 21 limbi.
A fost căsătorit cu Naomi și a avut doi fii - Zeev și Israel.

## Distincții și premii
- Premiul Israel 1959 - pentru romanul „Zilele Țiklagului”
- Premiul Asociației creatorilor israelieni -AKUM, pentru întreaga activitate literară, 1989
- Premiul Brenner
- Premiul EMET
- Doctor honoris causa al Universității Harvard